# Kostur Point
Der Kostur Point (englisch; bulgarisch нос Костур nos Kostur) ist eine 1,4 km lange Landspitze an der Ostküste der Brabant-Insel im Palmer-Archipel westlich der Antarktischen Halbinsel. Sie ragt 4,2 km südwestlich des Spallanzani Point und 2,7 km nordnordöstlich des Petroff Point in die Hill Bay hinein.
Die bulgarische Kommission für Antarktische Geographische Namen benannte sie 2010 nach der Ortschaft Kostur im Südosten Bulgariens.